# Templo de Garni
El templo de Garni (en armenio: Գառնու տաճար, Gaṙnu tačar) es un antiguo templo localizado en el pueblo armenio de Garni. Es la estructura mejor conservada de la Armenia precristiana, una de las atracciones turísticas más importantes de Armenia y su único templo clásico y de los Estados del Caucaso. 
Fue probablemente construido por el rey Tiridates I en el siglo I d. C. como templo del dios solar Mihr. Después de la conversión de Armenia al cristianismo en el siglo IV, se transformó en residencia de veraneo de Josrovidujt, la hermana de Tiridates III. Su posible uso como tumba le hizo sobrevivir cuando otras estructuras paganas fueron destruidas. Un terremoto lo derrumbó en 1679. Fue excavado en el siglo XIX y reconstruido entre 1969 y 1975.

## Ubicación
Está en el borde de un acantilado triangular que pasa por lo alto del barranco del río Azat y las montañas de Geghama, formando parte de la fortaleza de Garni, una de las fortalezas más antiguas de Armenia.

## Historia

### Fundación
Se desconoce su fecha exacta de construcción, siendo objeto de debate. Se acepta que fue construido en el 77 d C., durante el reinado de rey Tiridates I, siendo dedicado a Mihr, el dios solar Zoroastrista, presente en la mitología Armenia.

### Periodo cristiano
En el siglo IV, cuando Tiridates III proclamó el cristianismo religión estatal, se destruyeron todos los lugares de cultos paganos, perviviendo el templo de Garni por motivos desconocidos.
Fue convertido en casa de verano, dentro de la fortaleza de Garni, para Josrovidujt, la hermana de Tiridates III. Para ello experimentó algunos cambios, como la eliminación de los altares de sacrificios del exterior y de la estatua de culto de la cela, así como el cegado del tragaluz. Los desagües del tejado y la entrada del templo fueron transformados para permitir la conversión del edificio en morada.

### Destrucción
La columnata del templo fue destruida el 4 de junio de 1679 por un terremoto.
Los viajeros europeos lo mencionan desde el siglo XVII, como Jean Chardin, James Morier, que no lo visitó, Robert Ker, Ker Porter y DuBois de Montperreux.

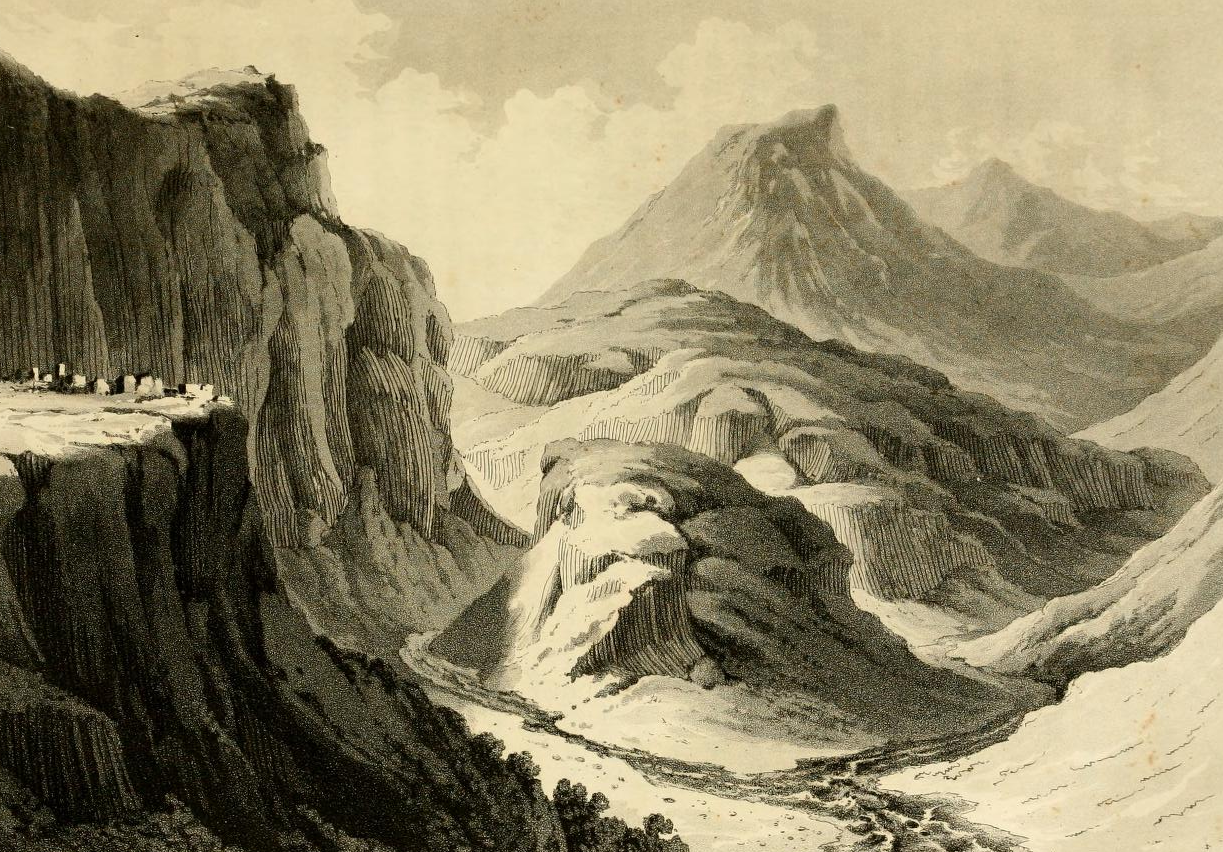
Dibujo de Robert Ker Porter del desfiladero de Garni (publicado en 1821).[13] Las ruinas del templo se atisban en el promontorio izquierdo.
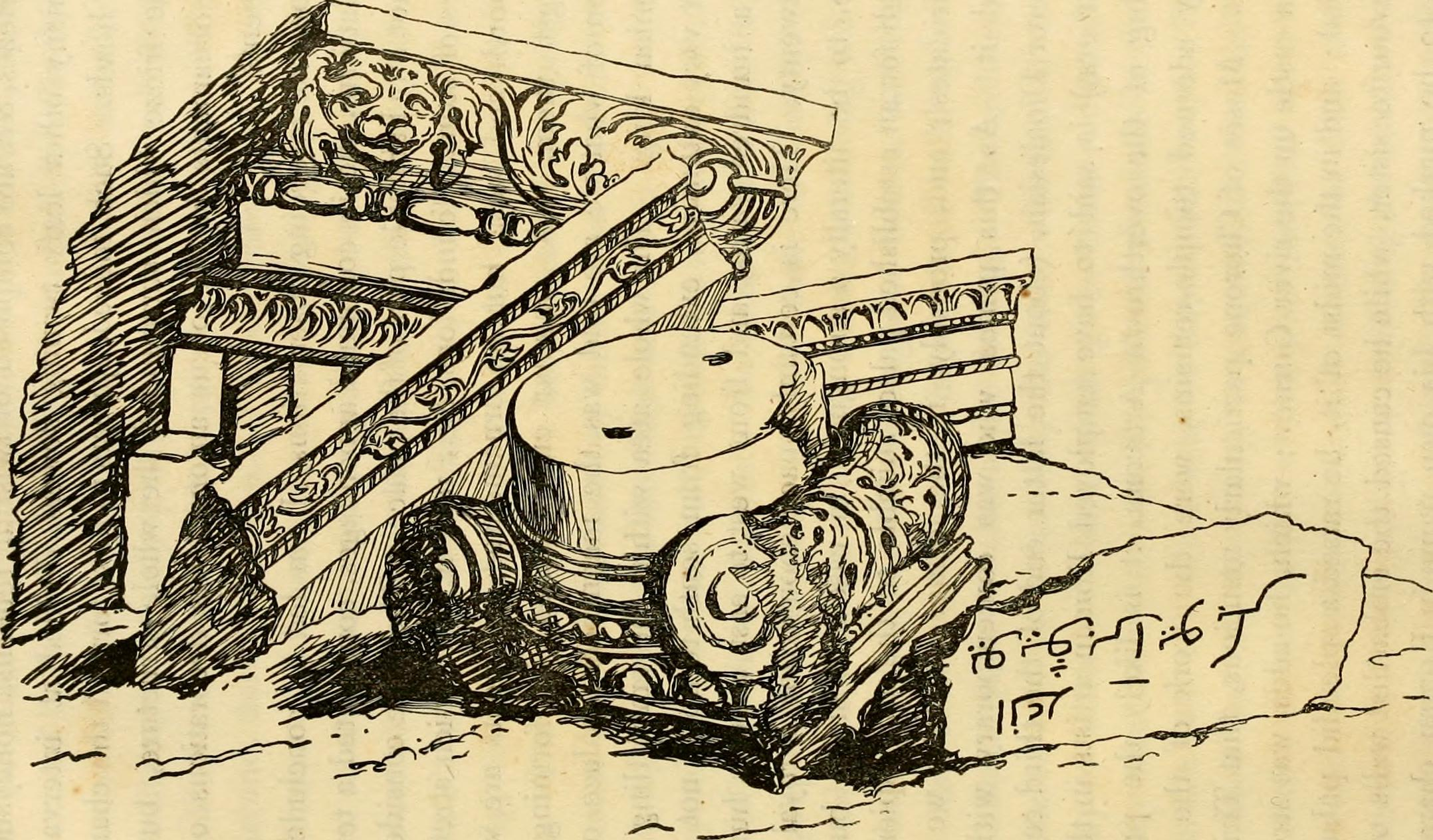
Dibujo de Porter de las ruinas del templo.
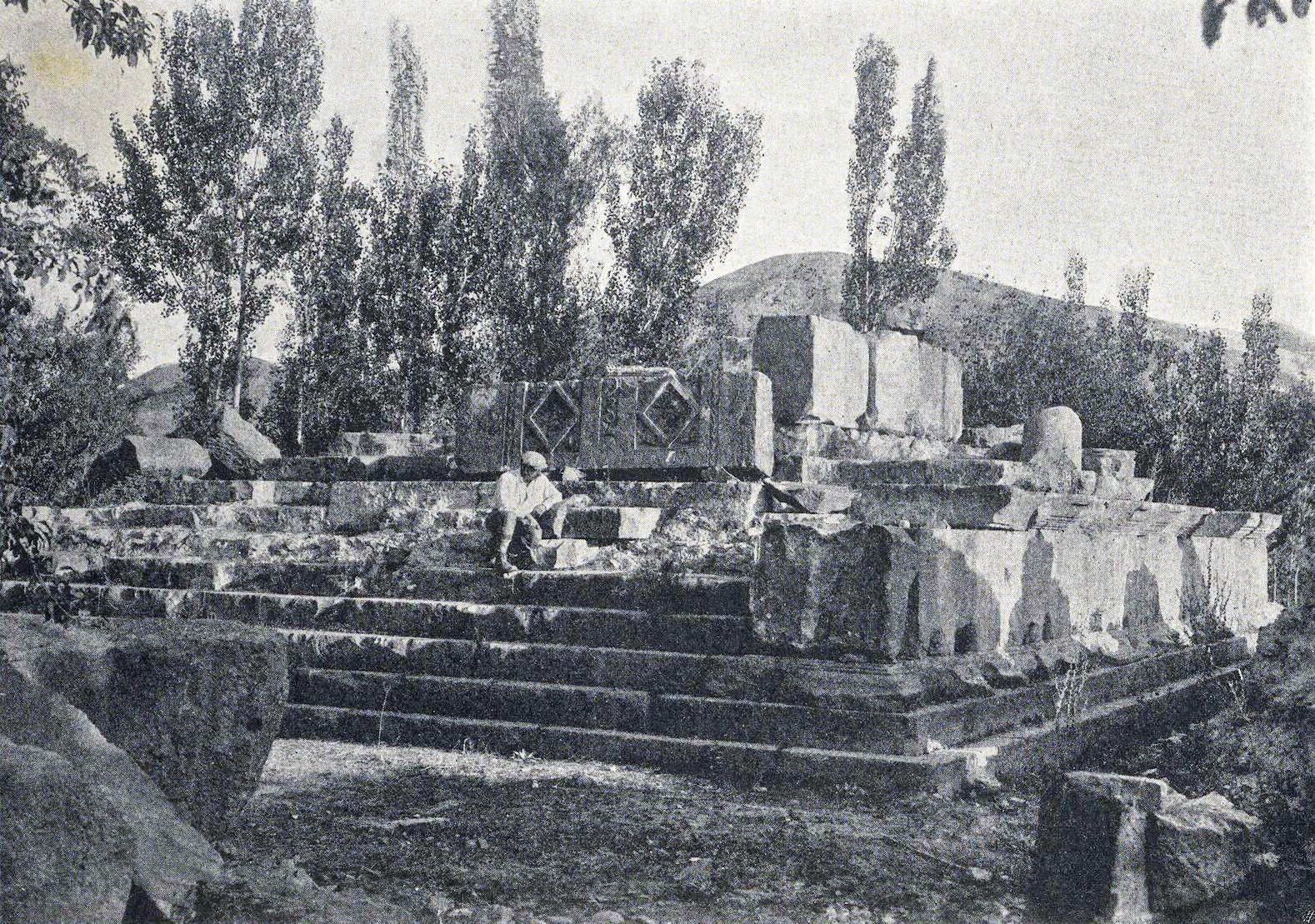
Las ruinas del templo a principios del siglo XX (publicado en 1918)
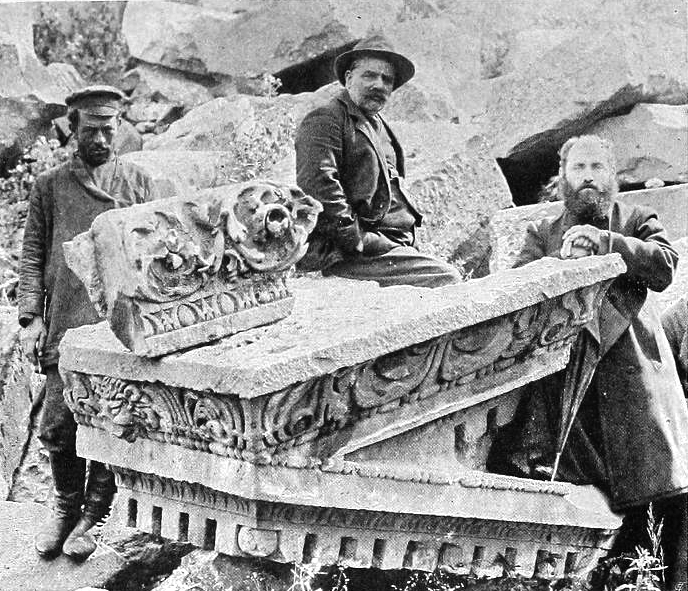
Toros Toramaniaán retratado encima del frontón.

### Reconstrucción
La primera propuesta fue hecha por el arqueólogo Alekséi Uvárov en el quinto Congreso Arqueológico ruso en 1880. Sugirió reconstruirlo en Tiflis, Georgia, como defendía Montpereux, a lo que Lori Khatchadourian replicó que el plan «podría entenderse como un intento de utilizar el pasado romano de Armenia a mayor gloria de Rusia mediante la recolocación de su mayor y más icónico monumento en el centro administrativo más cercano»; el traslado no fue abordado por dificultades técnicas. El capitán J. Buchan Telfer se llevó un fragmento del arquitrabe y lo legó al Museo Británico en 1907.

Investigadores como Nikoghayos Buniatián, Babkén Arakelián, y Nikolái Tokarski lo estudiaron y entre 1909 y 1911 Nikolái Marr dirigió su excavación. 
Buniatián lo intentó reconstruir hacia 1930 y en 1949 la Academia de Ciencias de Armenia emprendió importantes excavaciones en la fortaleza de Garni centradas en el templo,  que dirigió Babkén Arakelián con el historiador de arquitectura Alexander Sahinián. El 10 de diciembre de 1968, el Gobierno soviético, a propuesta de la Academia Nacional de Ciencias de la República de Armenia, aprobó el plan de reconstrucción del templo, que acometió un grupo dirigido por Sahinian en enero de 1969 y concluyó en 1975. El templo fue casi enteramente reconstruido, en un 80 % utilizando sus piedras originales que habían quedado esparcidas por los alrededores, mientras que las partes que faltaban se sustituyeron con otras de piedra blanca, para distinguirlas fácilmente de las porciones originales del edificio. En 1978 cerca del templo se levantó un monumento dedicado a Sahinian

## Descripción

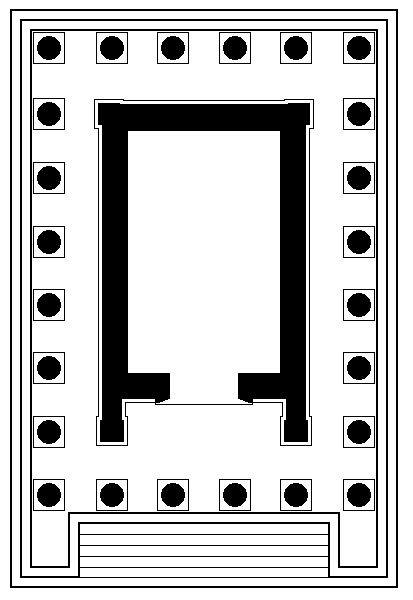
Plan de tierra
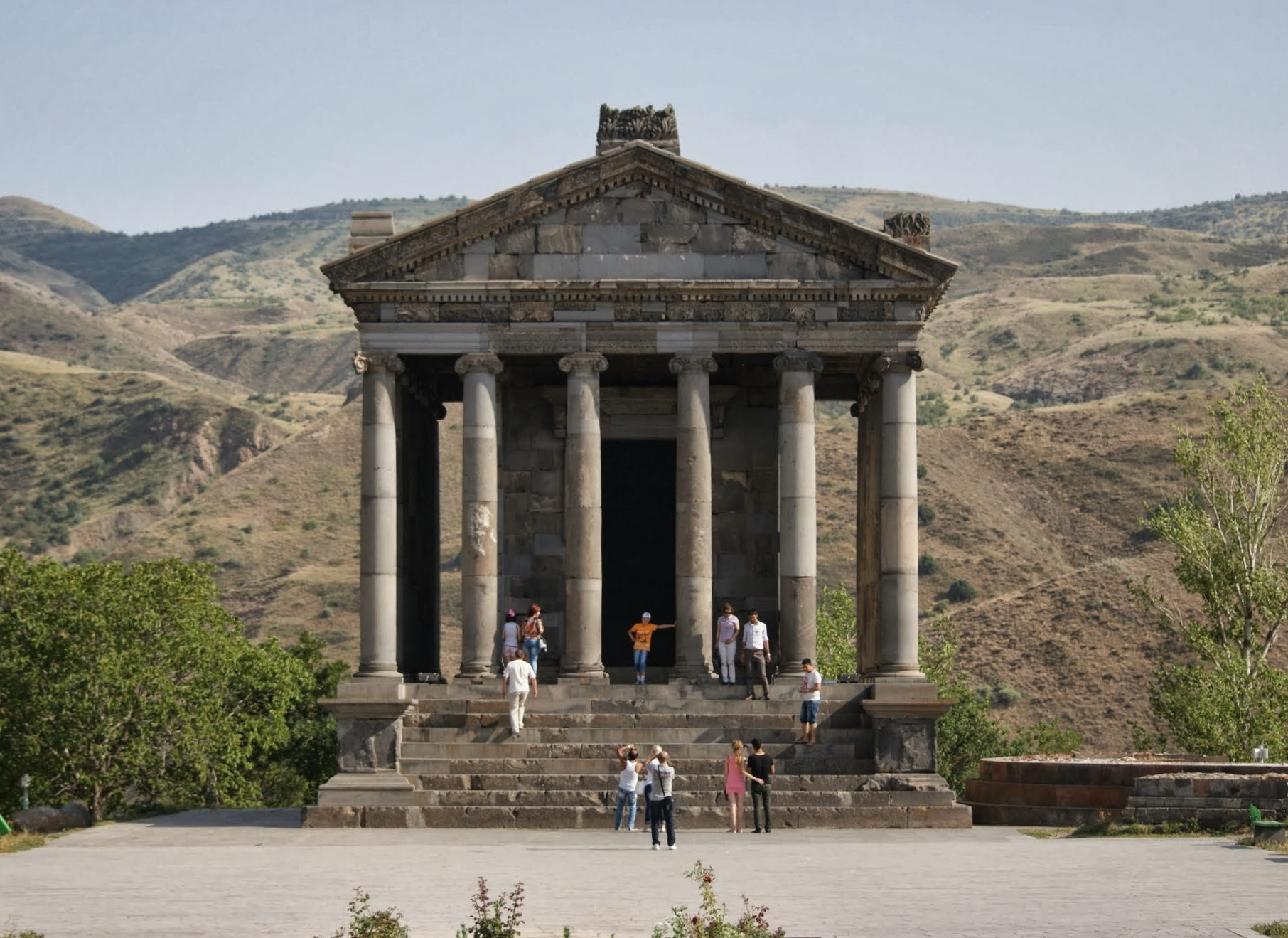
Vista de frente
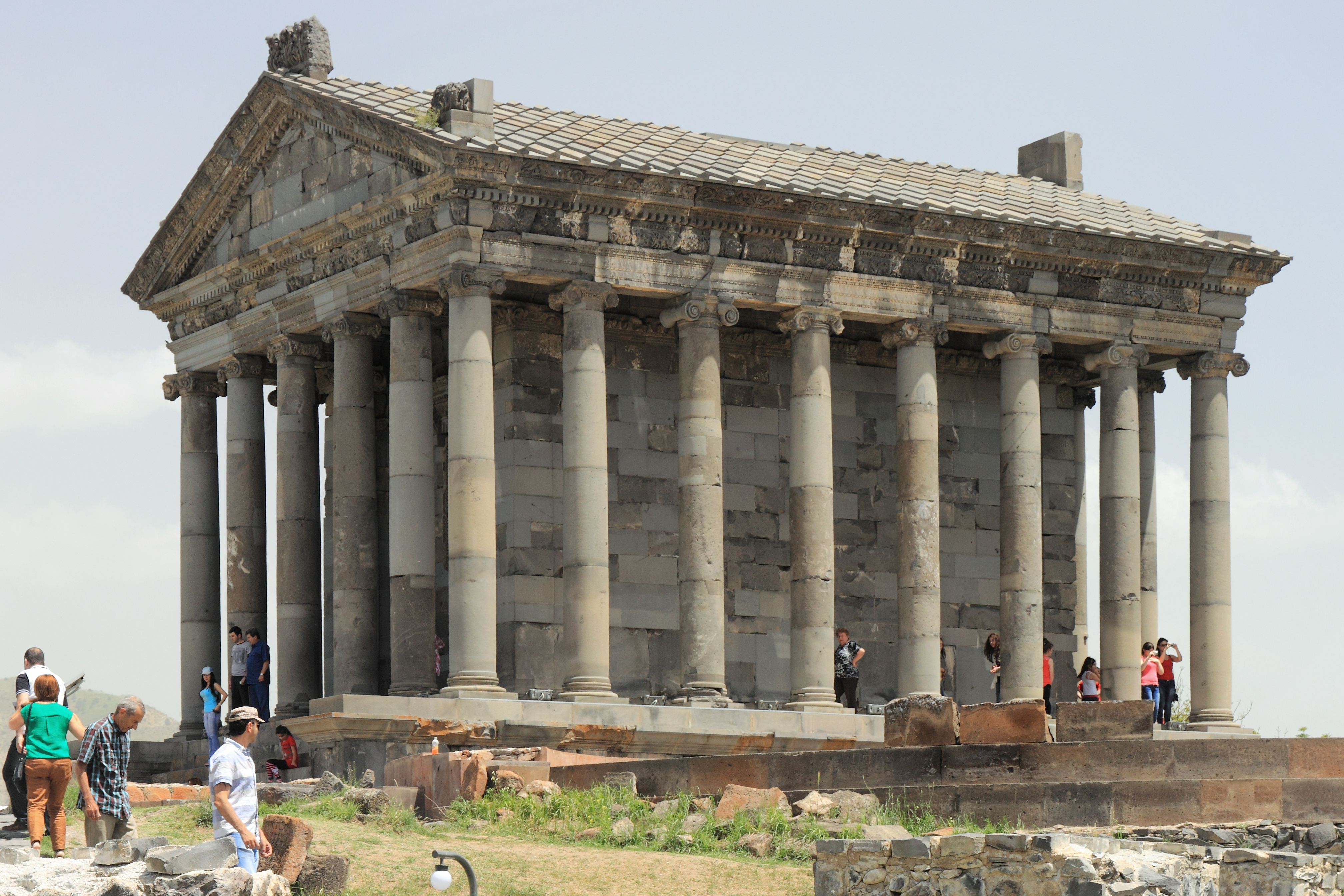
Vista de lado
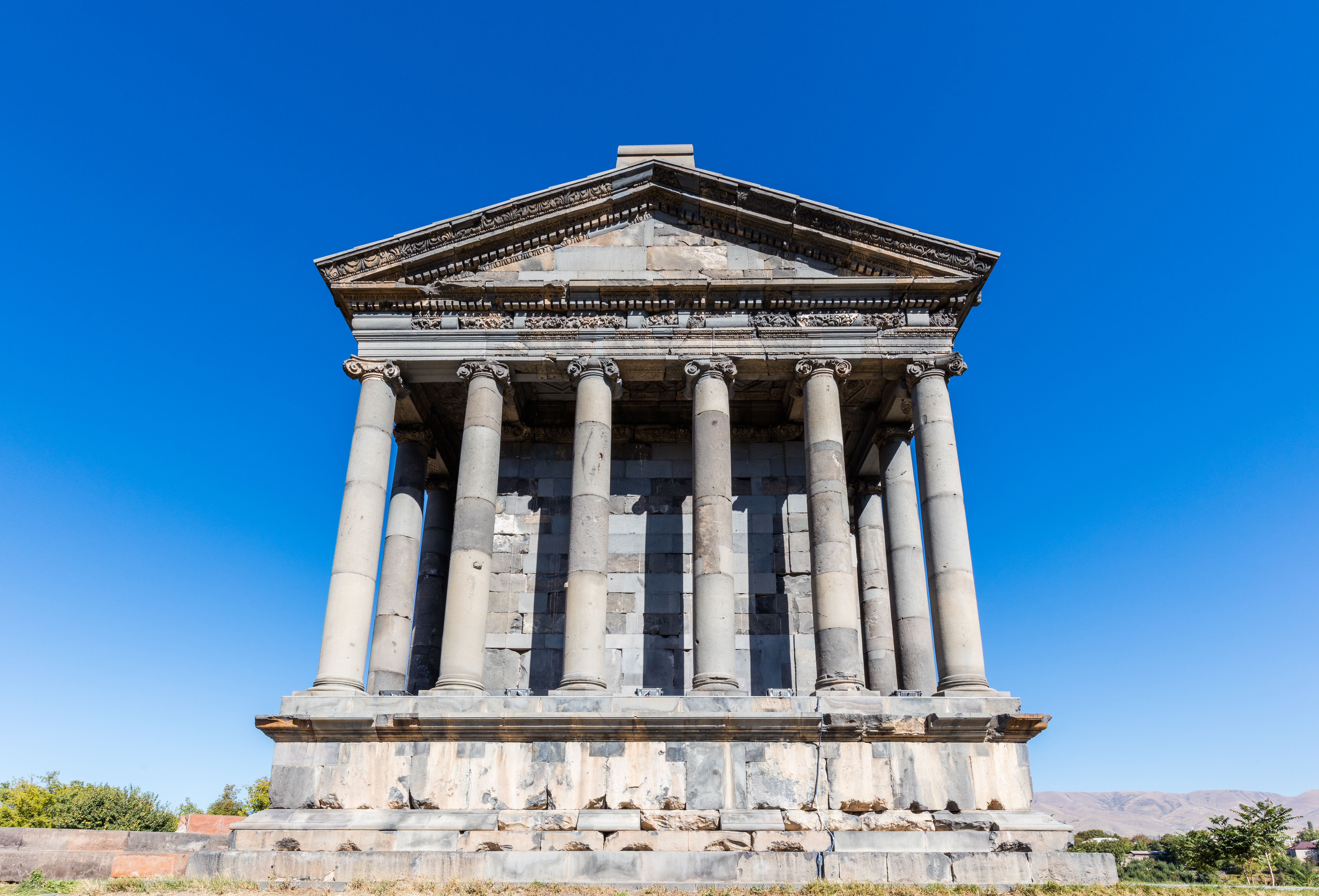
Vista trasera

El templo es de estilo helenístico, con características romanas e influencia armenia
Es períptero, rodeado por un pórtico con 24 columnas jónicas, seis en cada lado menor, delantera y trasera, y ocho en los mayores, lados, pronaos, sobre un podio elevado de basalto gris local.   

### Exterior
La escalera tiene nueve escalones inusualmente altos, de treinta centímetros de alto cada uno, el doble de lo habitual. Cuenta con pedestales cuadrados a los lados; en ellos aparece Atlas, el titán, aguantando el templo sobre los hombros. Se cree que los pedestales fueron en su origen altares. La cornisa tiene cabezas de león, mientras que el friso está adornado por una línea continua de acanto y en el frontón triangular se representan plantas y figuras geométricas.

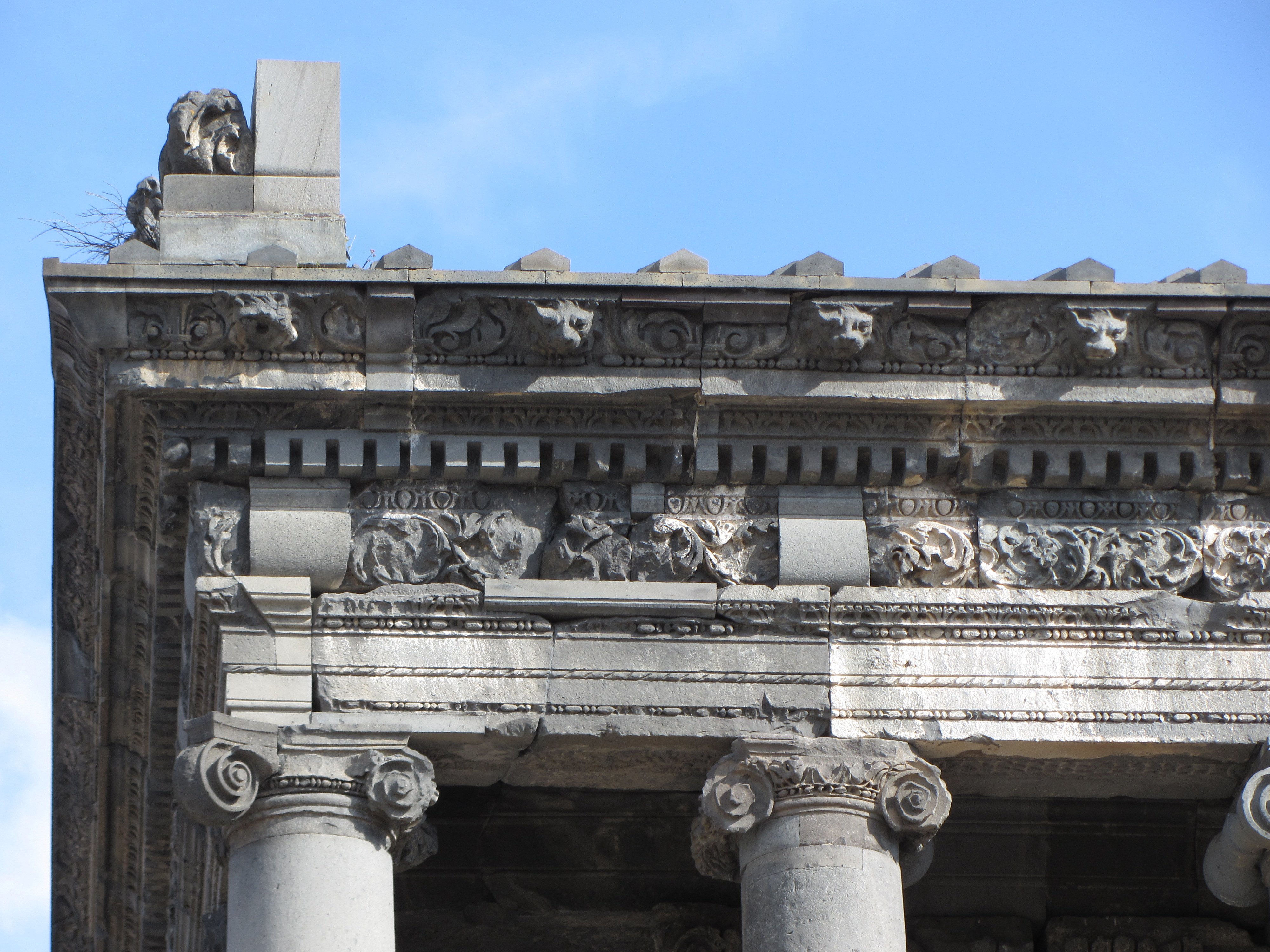
Fragmento de friso
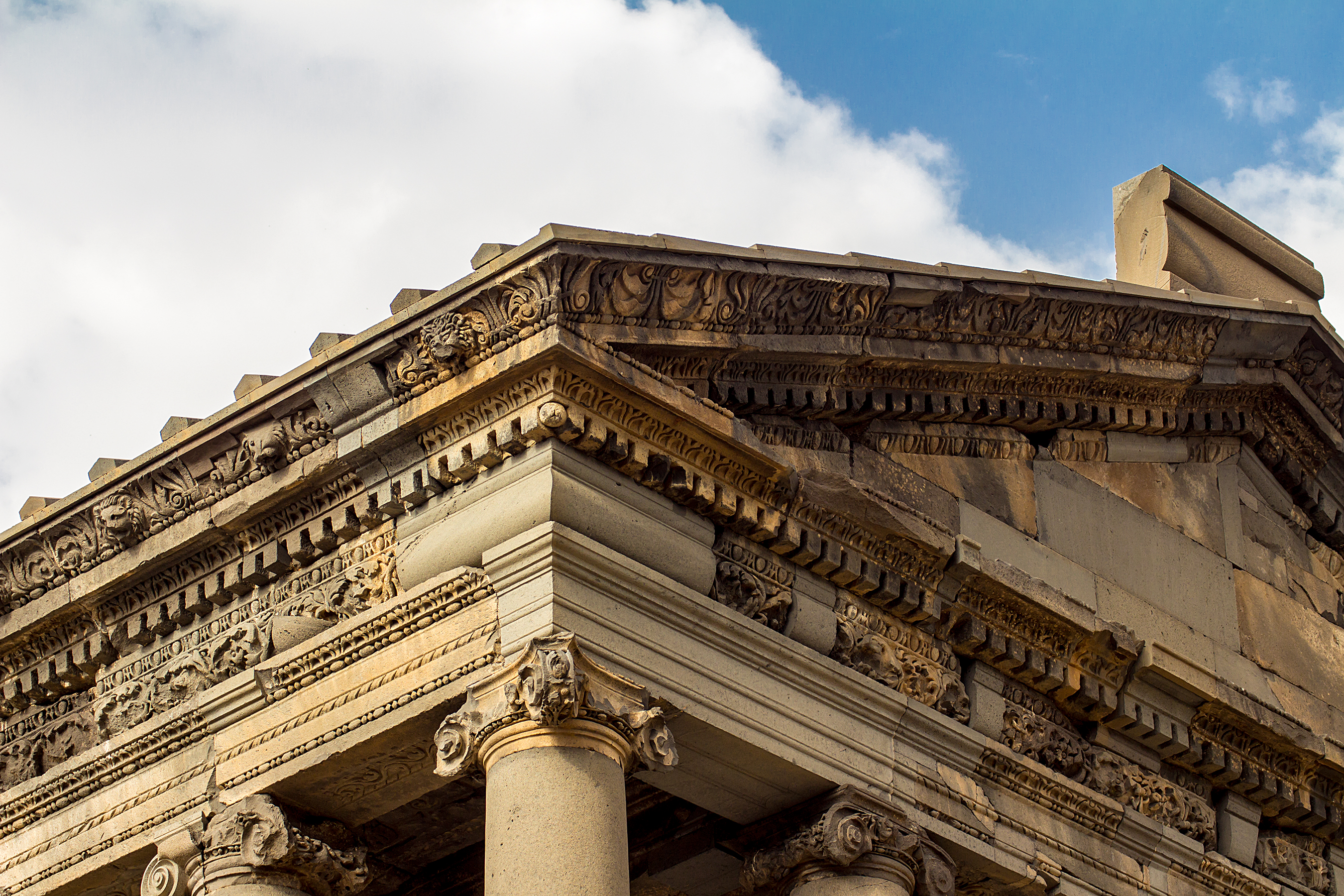
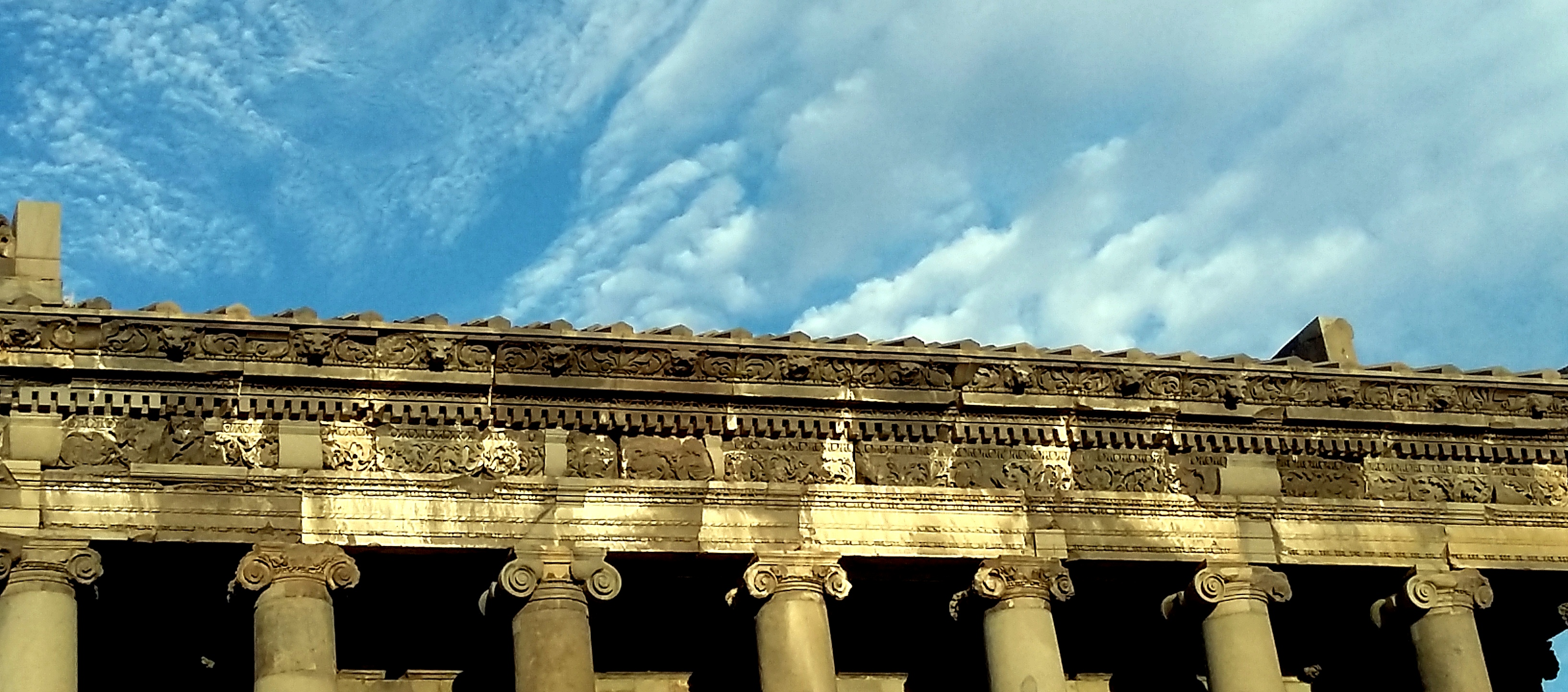
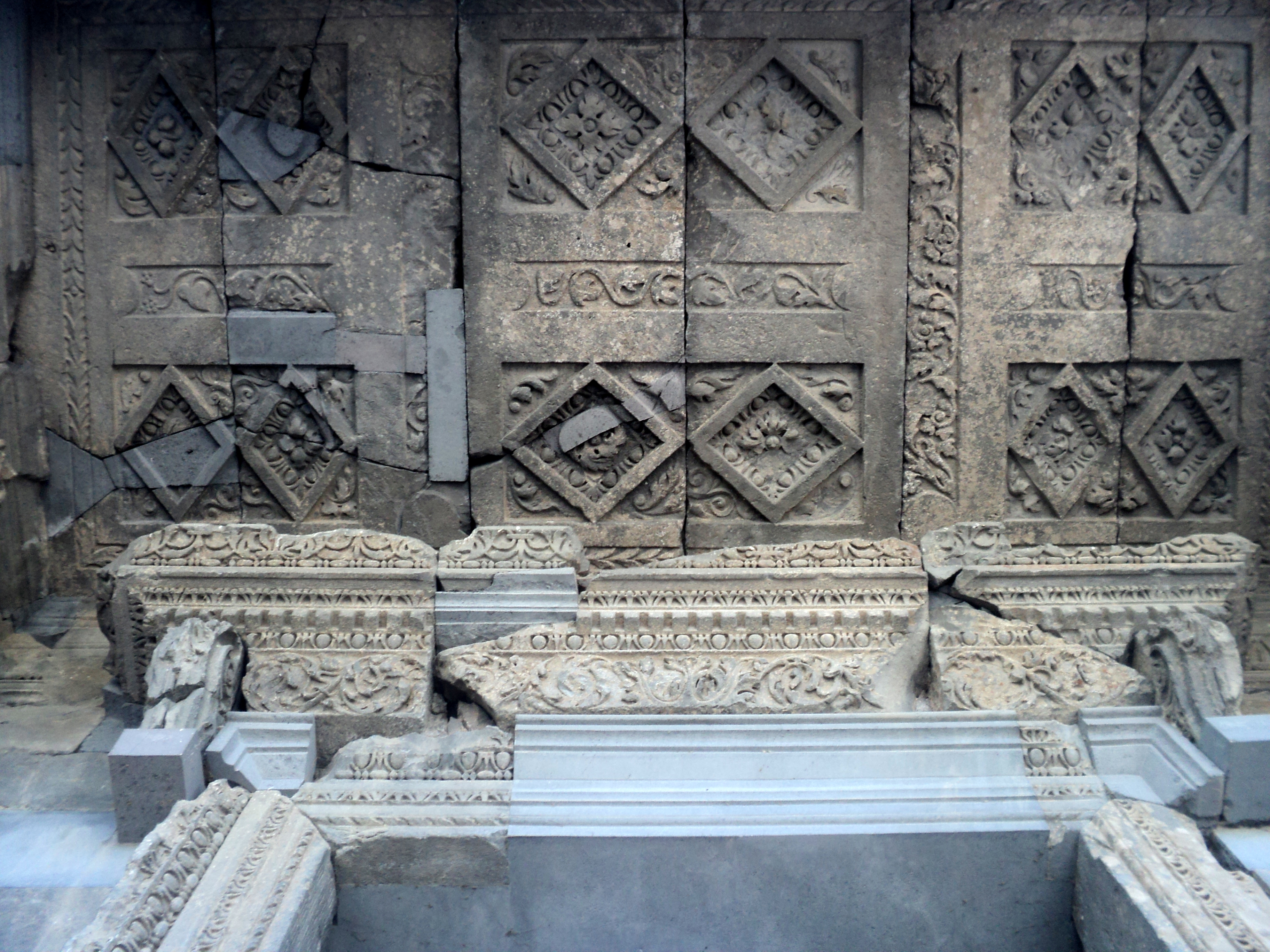

### Cela

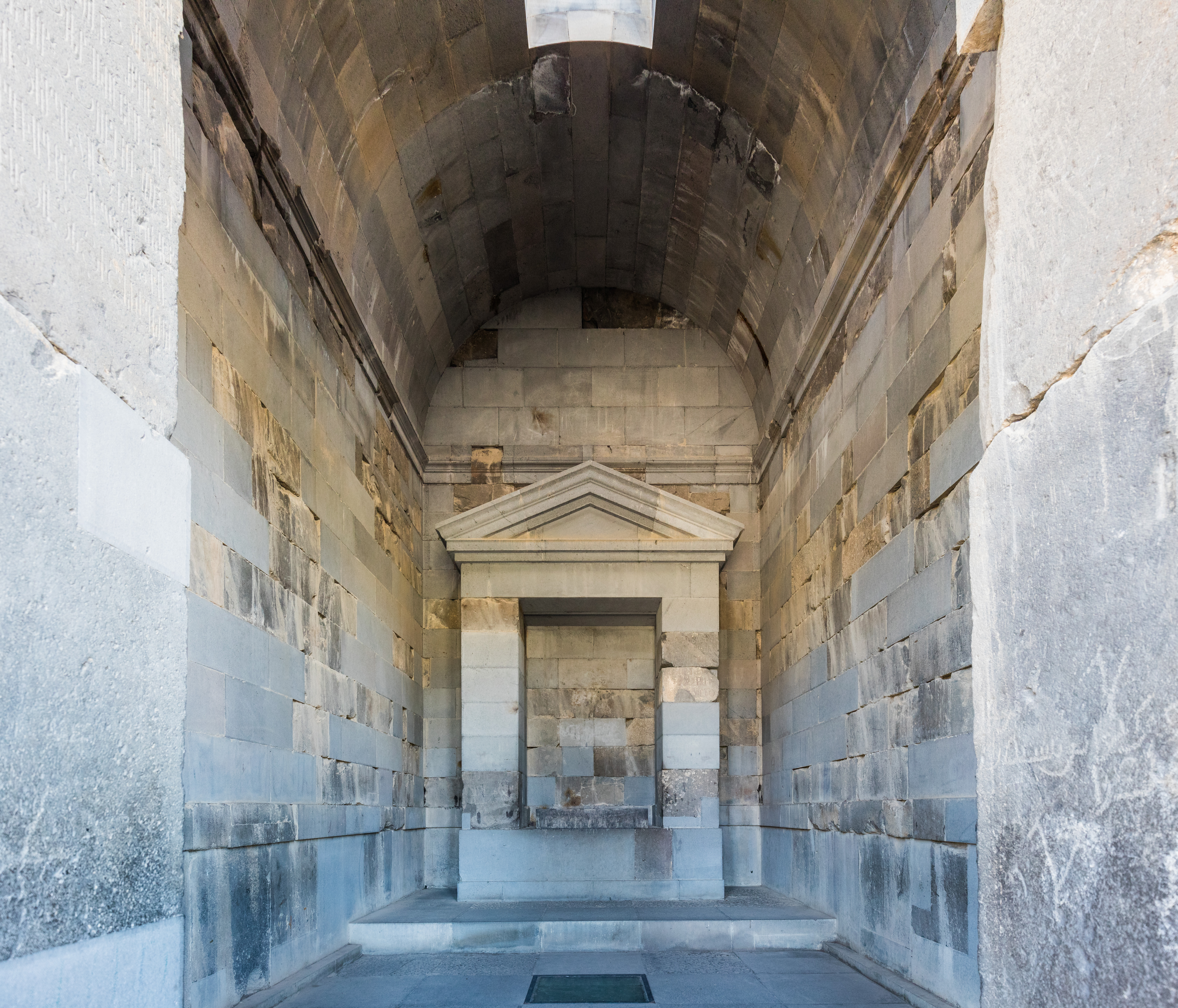
Cela, interior del templo.

La cela tiene 7,132 metros de alto, 7,98 de largo, y 5,05 de ancho y podía acoger hasta veinte personas, por lo que era relativamente pequeña. Contaba tan solo con una estatua en su interior; las ceremonias se celebraban en el exterior. Se iluminaba merced a la luz que atravesaba la puerta, desproporcionadamente grande, de 2,29 por 4,68 metros y un lucernario en el techo de 1,74 por 1,26 metros.

## Uso y estado actuales

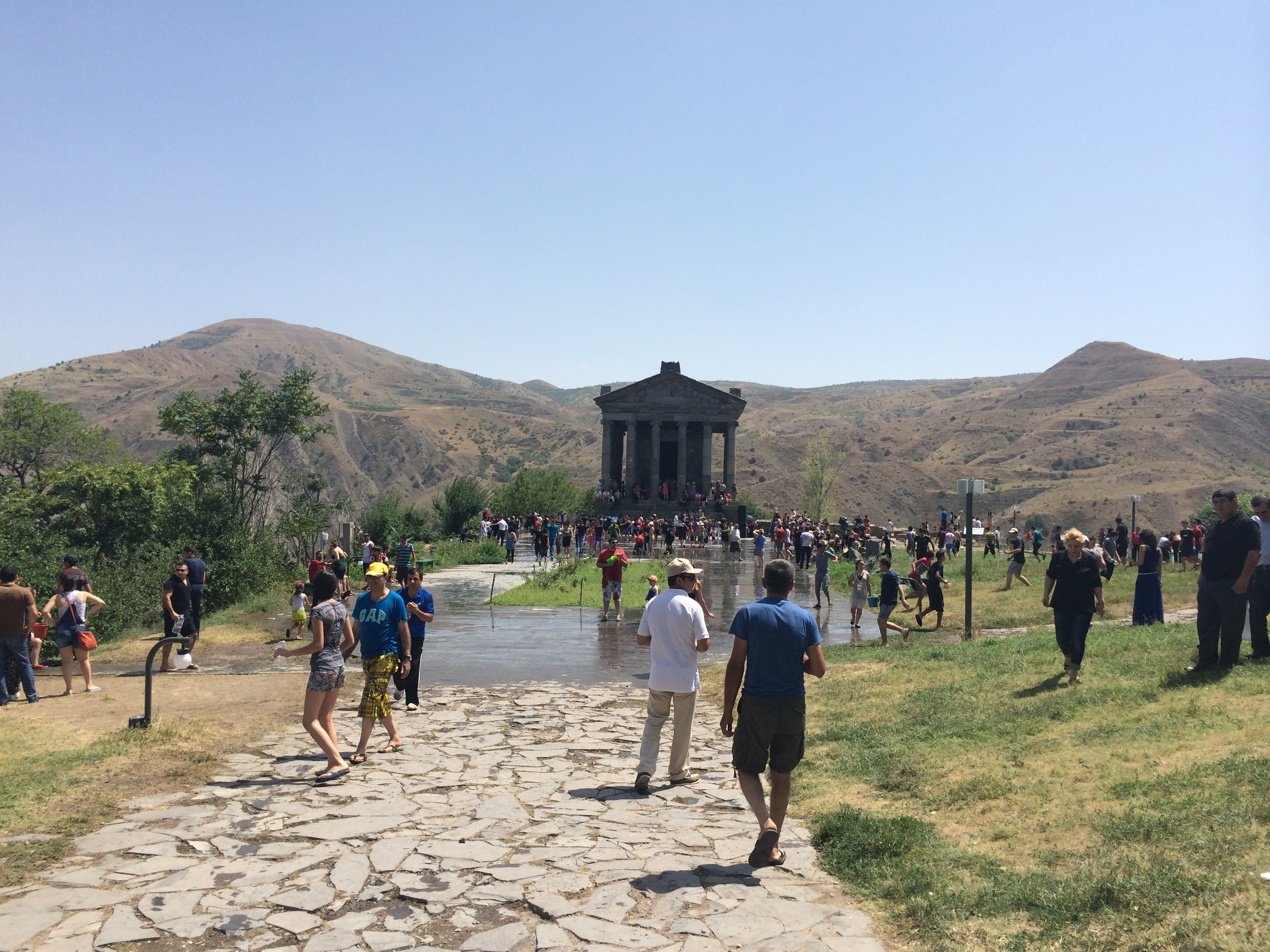
Vardavar, un popular festival veraniego de origen precristiano (pagano), que se celebró cerca del templo en 2014

### Atracción turística

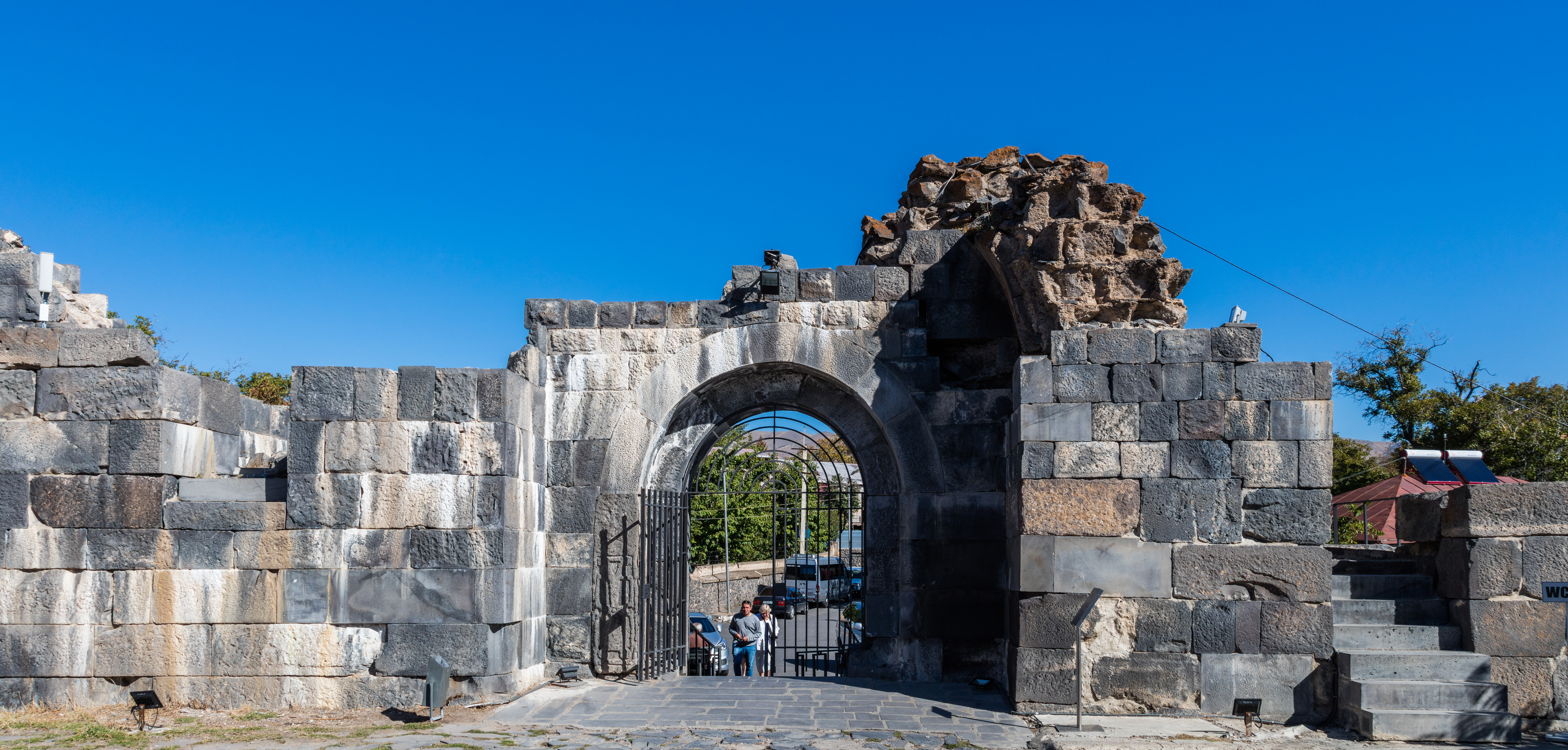
Entrada al recinto del templo.

El templo es la estructura más significativa del periodo precristiano en Armenia y es un símbolo de esta etapa. Además, es el único edificio clásico columnado de Armenia y las repúblicas del Cáucaso, por lo que es un destino turístico desde antes de su reconstrucción y, junto con el monasterio medieval de Geghard, uno de los principales atractivos turísticos del país. En 2013, doscientas mil personas lo visitaron, incluyendo personas notables, como el presidente chipriota Demetris Christofias, la esposa del presidente polaco Anna Komorowska, el presidente austriaco Heinz Fischer, la cantante de ópera española Montserrat Caballé, el presidente griego Karolos Papoulias, Khloé y Kim Kardashian y Conan O'Brien, que filmó una danza en el templo.

### Conservación
El templo y la fortaleza son parte del Museo Histórico y la Reserva Cultural de Garni, que ocupa tres hectáreas y media y está gestionado por el Servicio para la Protección de Entorno Histórico y Reserva de Museo Cultural, una agencia dependiente del Ministerio de Cultura de la República de Armenia, a la que la UNESCO otorgó el Premio Internacional Melina Mercouri por la Salvaguarda y Gestión de los Paisajes Culturales en el 2011 por «las medidas tomadas para conservar sus vestigios culturales y los esfuerzos hechos para interpretar y abrir el lugar a visitantes nacionales e internacionales.»

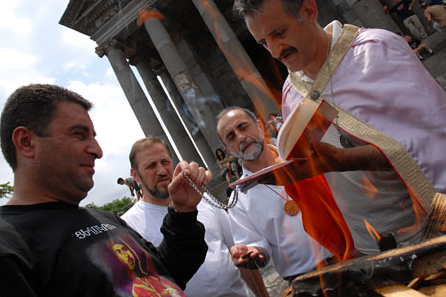
Un ritual neopagano delante del templo

### Santuario neopagano
Desde 1990, el templo ha sido el santuario central para el reducido número de neopaganos armenios, que realizan ceremonias anuales en el templo, especialmente el 21 de marzo, el año nuevo pagano, que coincide con Nowruz, el Año Nuevo iraní, los neopaganos celebran el cumpleaños del dios del fuego, Vahagn También celebran el festival de verano de Vardavar.

### Acontecimientos notables
La plaza situada delante del templo es lugar de celebración de conciertos ocasionales. En 1985 el festival de música televisado soviético Pesnya goda («Canción del Año») fue grabado en el templo. Otro concierto importante fue el del 2 de julio del 2004 de la Orquesta de Cámara Nacional de Armenia, dirigida por Aram Gharabekián, que contó con las obras de Aram Jachaturián, Komitas Vardapet, Edvard Mirzoyan, Strauss, Mozart, y otros compositores.

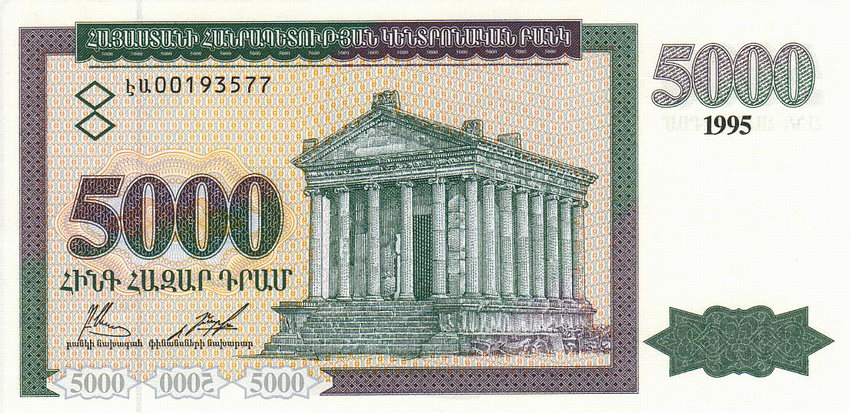
Anverso de de un billete de cinco mil dramas (1995-2005), en el que aparece la imagen del templo.

La llama olímpica de los primeros Juegos Panarmenios se prendió cerca del edificio el 28 de agosto de 1999.

### En otros medios
Fue representado en el anverso del billete de 5.000 dram, en uso entre 1995 y 2005.

El templo también fue homenajeado en el marco de la Serie Numismática Provincias Armenias, emitida por el Banco Central de Armenia y que conmemora con una moneda a cada una de las regiones del país. En la moneda de 50 dram del año 2012, correspondiente a la provincia de Kotay'k, es posible apreciar el Templo de Garni como protagonista en su anverso. Fueron acuñadas sólo 60.000 piezas y el material escogido fue el acero con un baño de latón.

## Incidentes
El 25 de septiembre de 2014, Maksim Nikitenko, un turista ruso de 20 años pinto con espray la frase "В мире идол ничто", que puede traducisrse como "en el mundo un ídolo no es nada". La pintura fue limpiada días más tarde. El Servicio Estatal para la Protección Histórica y Cultural demandó civilmente a Nikitenko en febrero de 2015, pidiendo 839,390 drams (cerca de 2.000 euros), para arreglar los daños.En abril de 2015 el tribunal de la provincia de Kotayk' ordenó su detención durante dos meses, multándole con la cantidad solicitada.